# Élection présidentielle américaine de 1932 dans le Vermont
L'élection présidentielle américaine de 1932 dans le Vermont a lieu le 8 novembre 1932 comme dans les 47 autres États qui composent alors les États-Unis. Les électeurs vermontois choisissent des grands électeurs pour les représenter dans le collège électoral à travers un vote populaire. Le Vermont dispose en 1932 de 3 grands électeurs. L'État donne l'ensemble de ses grands électeurs au candidat du Parti républicain, le président des États-Unis sortant Herbert Hoover. 
Le candidat vainqueur de ce scrutin dans tout le pays sera néanmoins le candidat démocrate Franklin Delano Roosevelt, qui occupera la présidence des États-Unis du 4 mars 1933 à son décès le 12 avril 1945, ayant été réélu à trois reprises en 1936, 1940 et 1944. 